# راک‌فیلد (ایندیانا)
راک‌فیلد (به انگلیسی: Rockfield) یک منطقهٔ مسکونی در ایالات متحده آمریکا است که در شهرستان کرول، ایندیانا واقع شده‌است. راک‌فیلد ۲۱۳٫۰۶ متر بالاتر از سطح دریا واقع شده‌است.